# Biserica Adormirea Maicii Domnului-Lipoveni din Alba Iulia
Biserica Adormirea Maicii Domnului-Lipoveni din Alba Iulia este un ansamblu de monumente istorice aflat pe teritoriul municipiului Alba Iulia. În Repertoriul Arheologic Național, monumentul apare cu codul 1026.33.
Ansamblul este format din următoarele monumente:
- Biserica „Adormirea Maicii Domnului” (cod LMI AB-II-m-A-00125.01)
- Cimitirul vechi-Lipoveni (cod LMI AB-IV-m-A-00125.02)

## Istoric și trăsături
Lipoveni este cartierul nordic, dinspre centru, al vetrei orașului din secolul al XVIII-lea. În primele decenii ale acestuia  a fost ridicată biserica cu hramul „Adormirea Maicii Domnului”. Deasupra intrării sunt inscripționați anii 1690-1691, datare contestată de istorici. Lăcașul de cult nu figurează pe harta orașului din anul 1711, apare doar în reprezentările cartografice din 1752.
Ctitorul a fost Ioan Dragoș de Thurna, român unit înnobilat de împărăteasa Maria Terezia în anul 1742. Numele și blazonul acestuia sunt gravate pe două candele de argint din 1736, respectiv 1766. În anul 1911 epitropul bisericii era avocatul Camil Velican (1878-1937).
Biserica a suferit numeroase transformări de-a lungul timpului: zidurile au fost supraînălțate, bolțile au fost reconstruite, naosul a fost unit cu pronaosul, s-au construit contraforți și a fost adăugat un turn-clopotniță masiv. Pictura  care se mai păstrează este din anii 1957-1958.
Biserica a constituit scena unor dispute între ortodocși și uniți (greco-catolici). Aici s-a ținut, în 14-18 februarie 1761, sinodul ortodocșilor din Transilvania, convocat de Sofronie de la Cioara, călugăr ce a condus o mișcare de revigorare a ortodoxiei, ce pierduse teren în favoarea greco-catolicismului. Sinodul de la Alba Iulia a fost întrunit spre sfârșitul mișcării lui Sofronie, la scurtă vreme acesta fugind în Țara Românească. În curtea lăcașului de cult se află un bust al călugărului. Biserica a rămas unită după 1760. În anul 1948, după interzicerea Bisericii Române Unite cu Roma, Greco-Catolică, lăcașul a fost atribuit Bisericii Ortodoxe.
În curtea bisericii se găsesc morminte vechi, cu inscripții chirilice, din secolul al XVIII-lea, și un monument ce amintește de românii căzuți în timpul Revoluției din 1848.

## Imagini

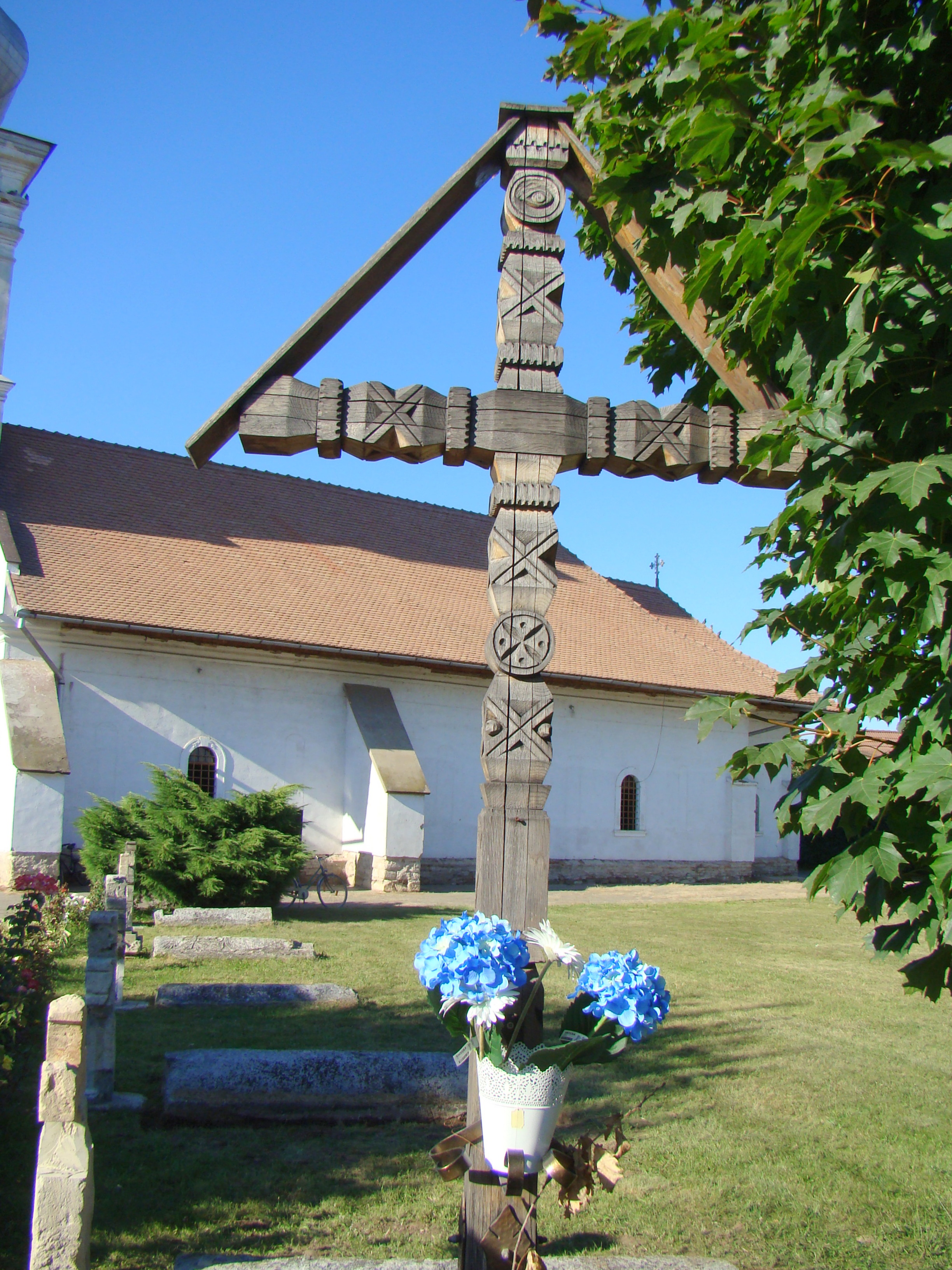
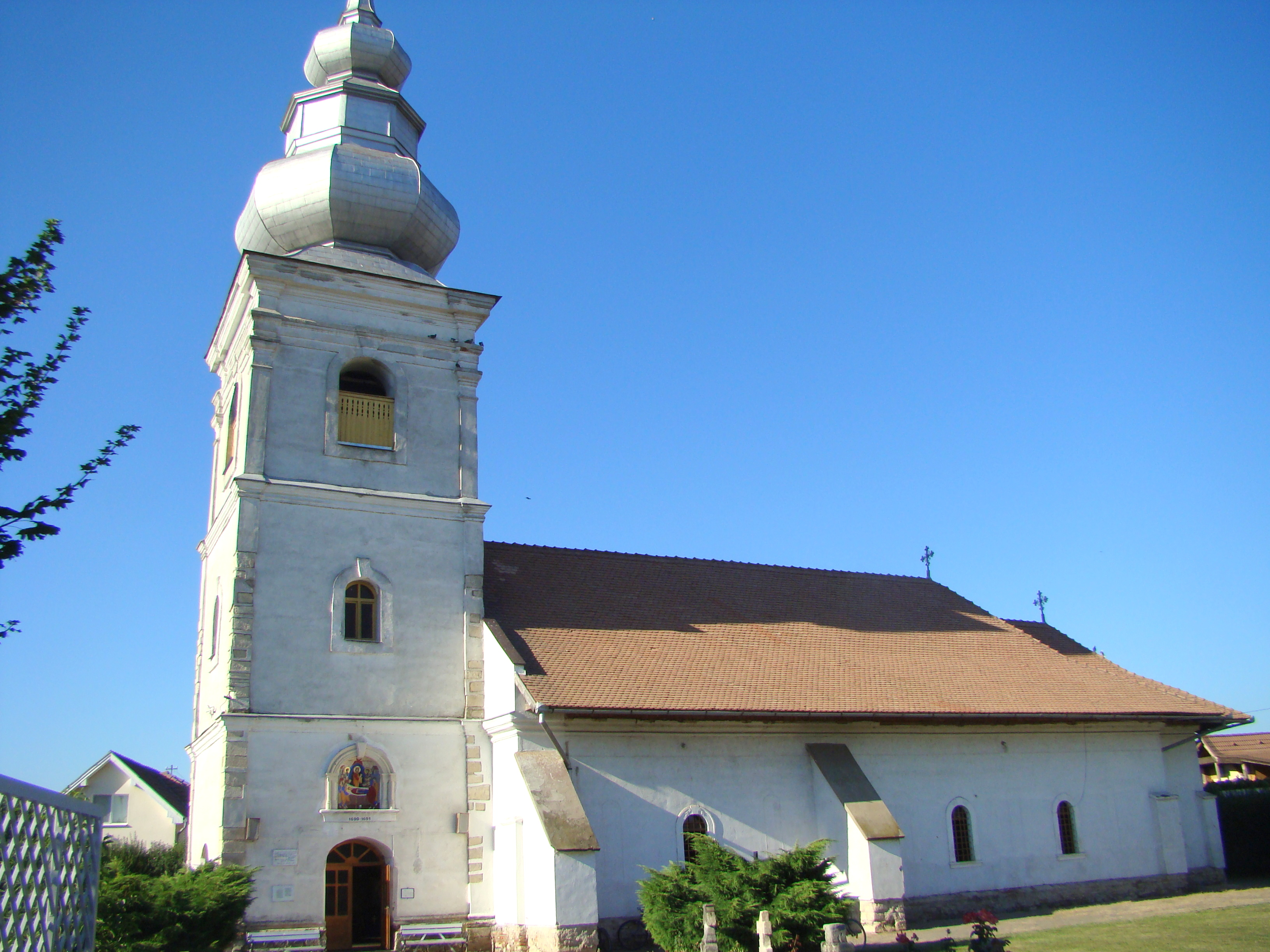
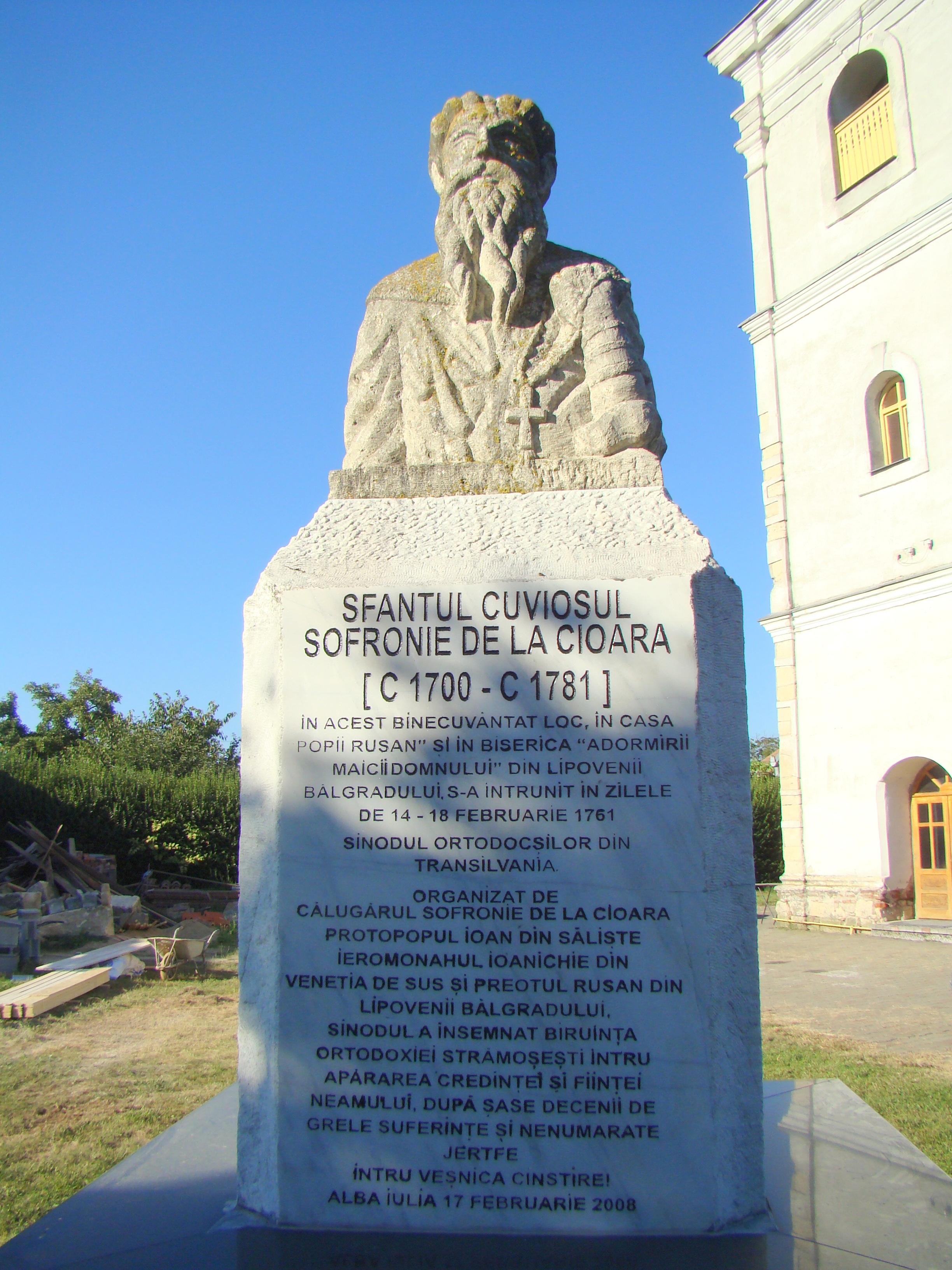
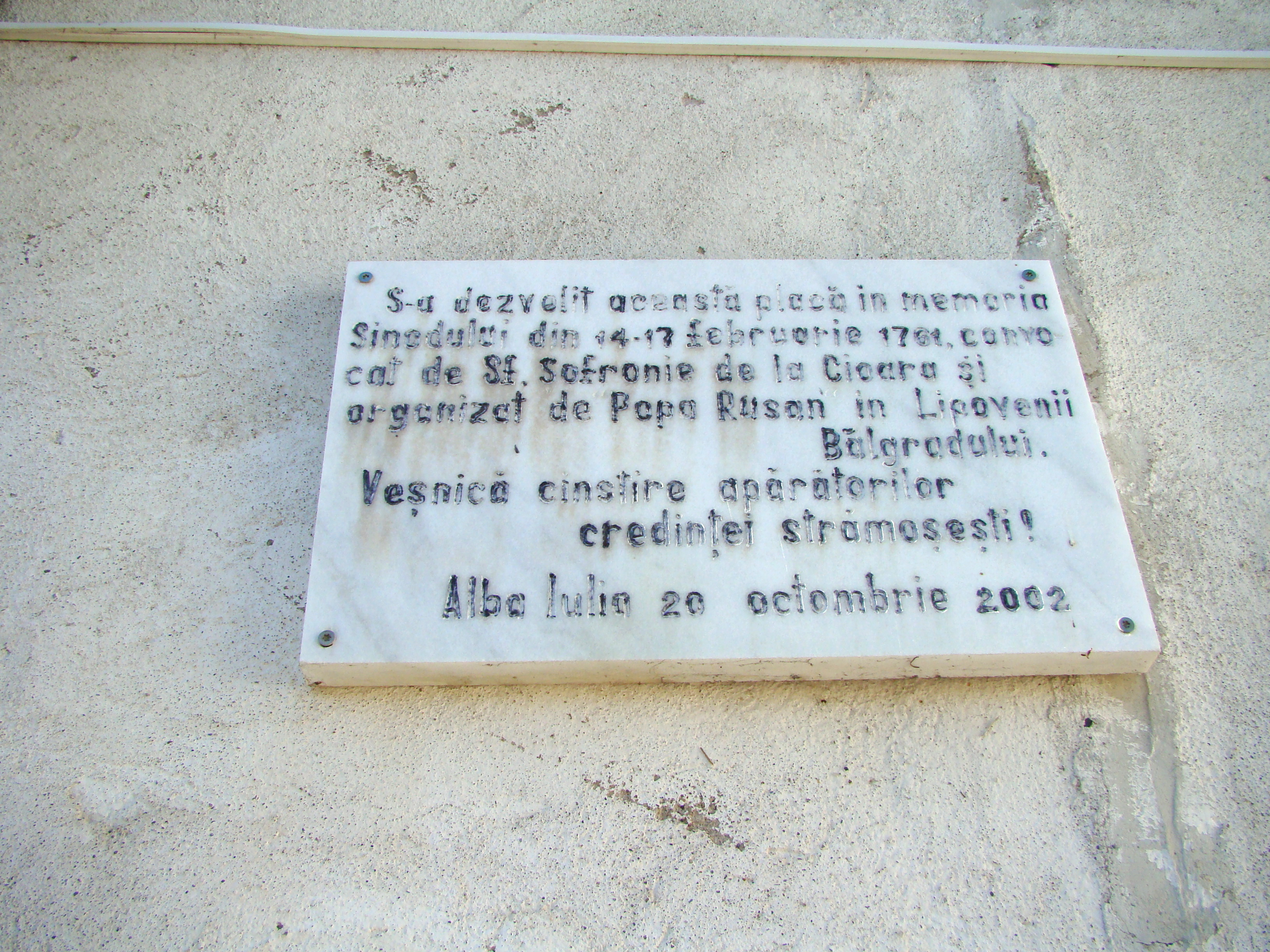
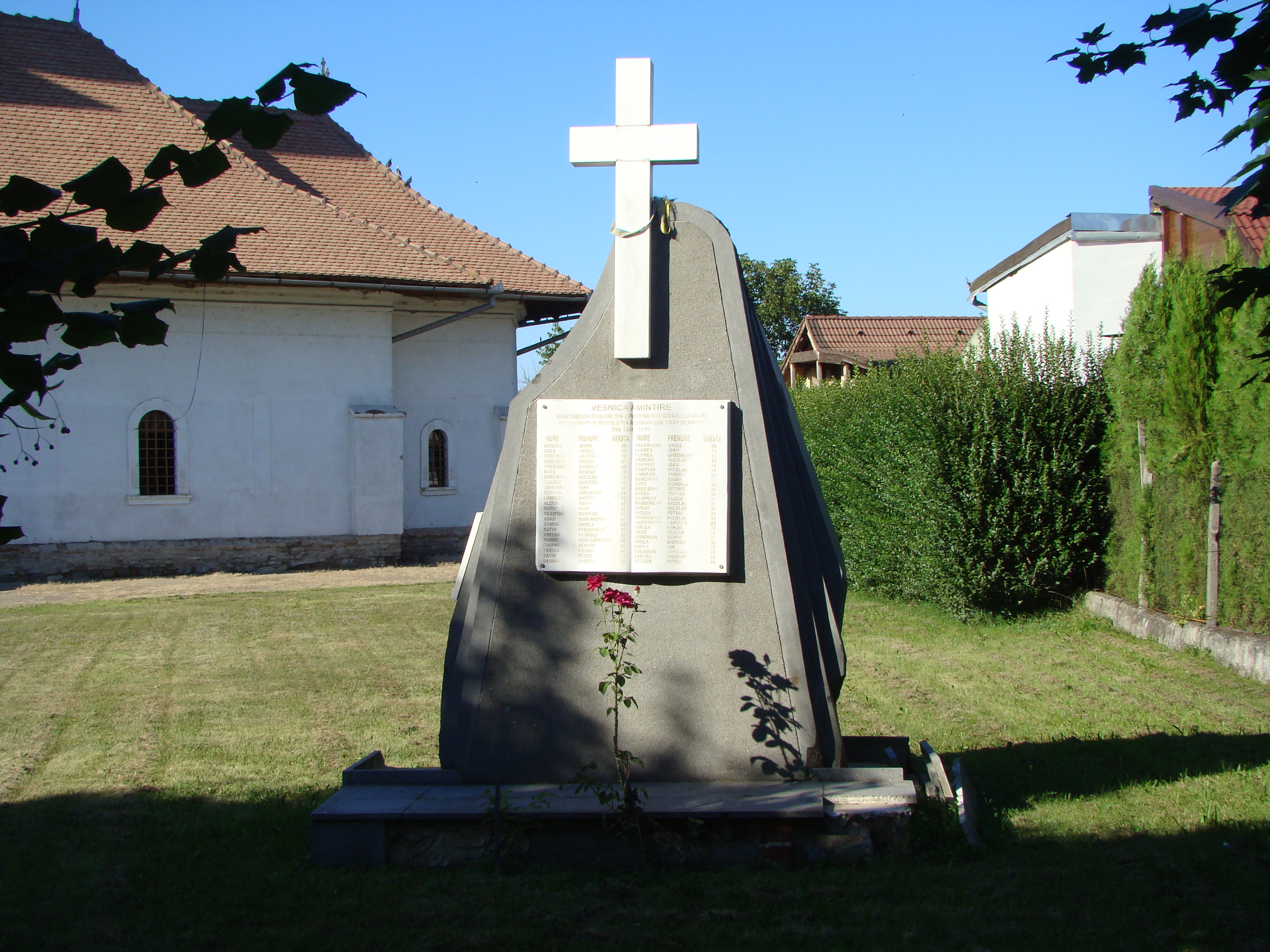
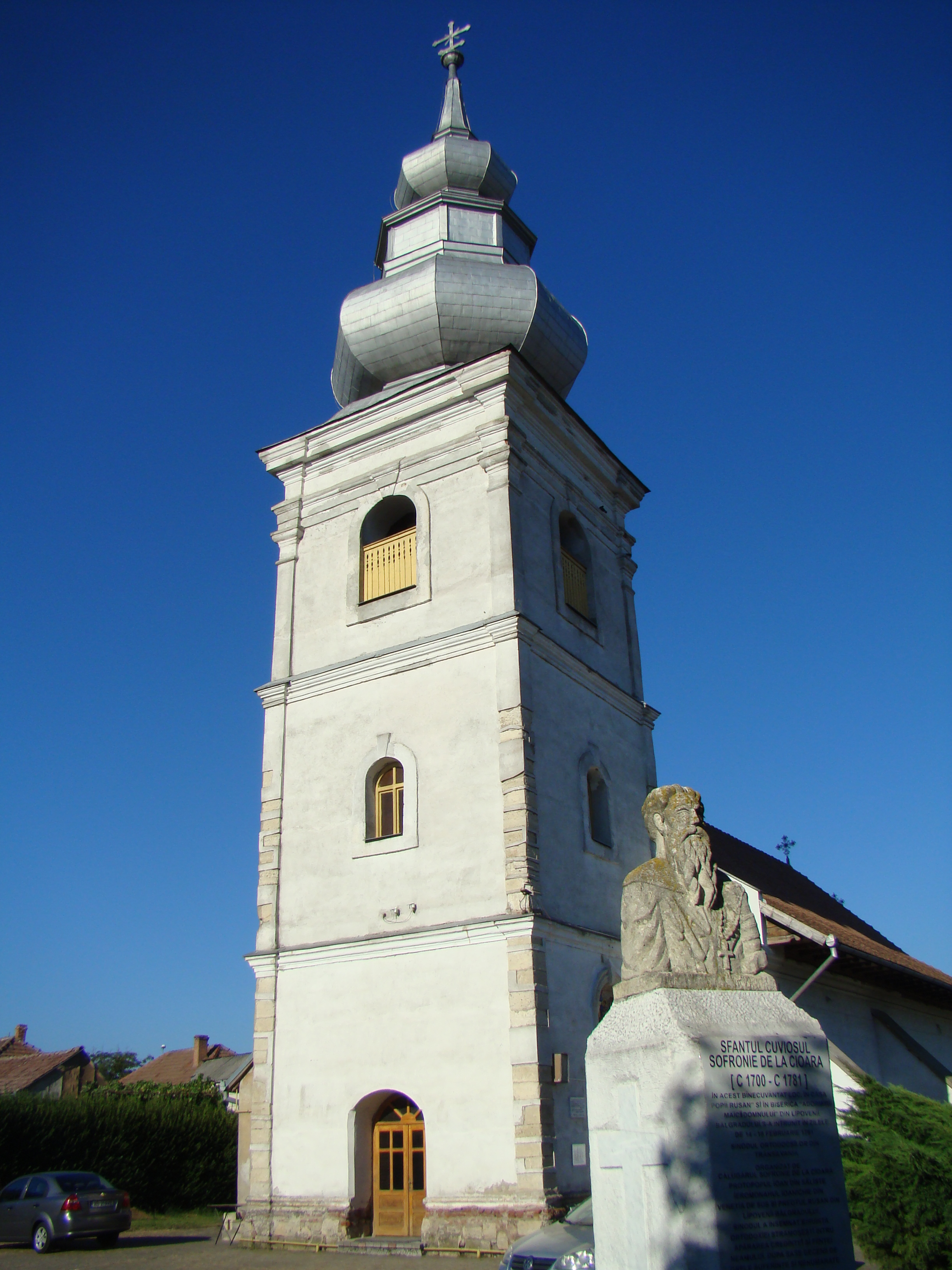
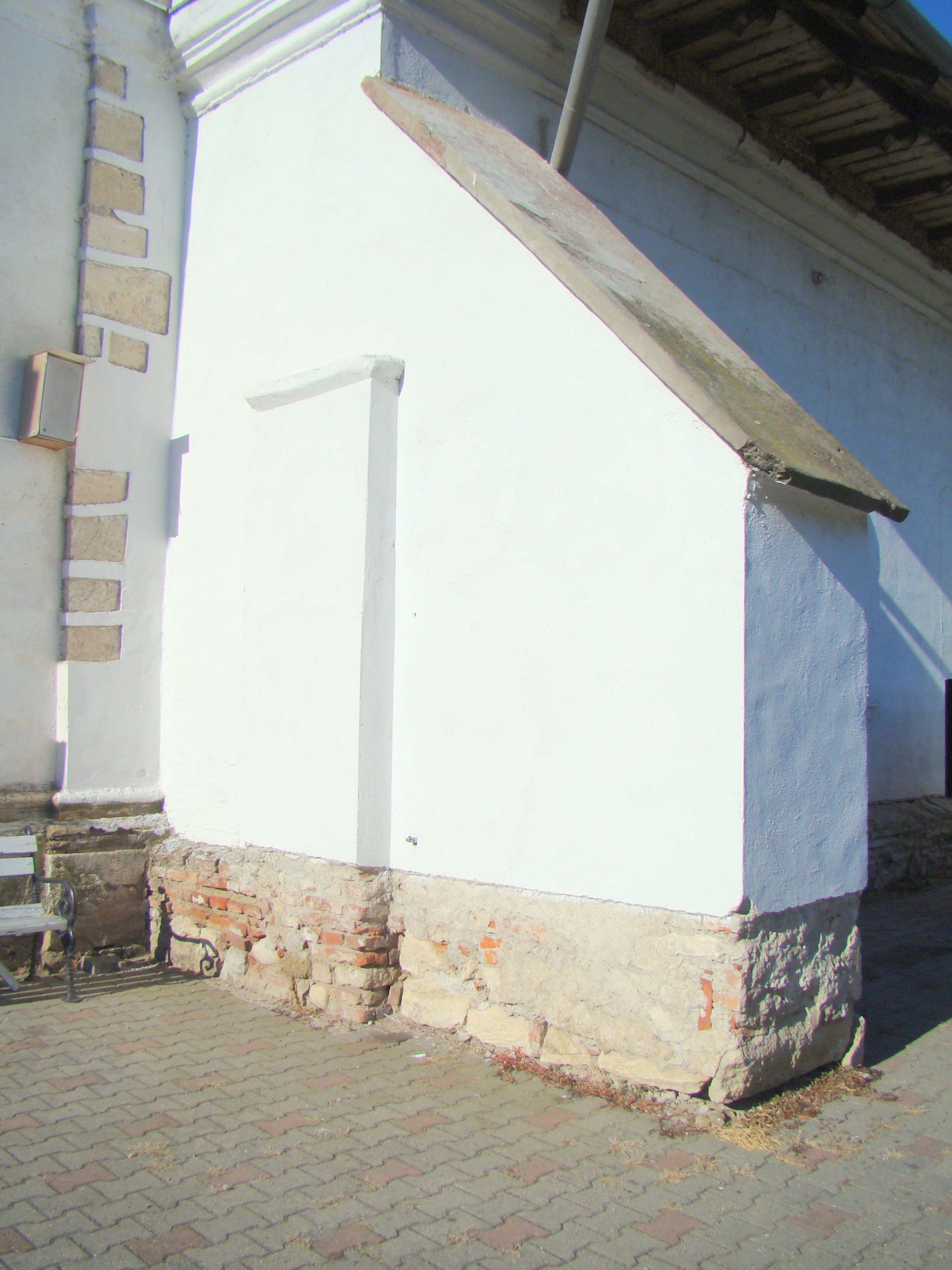
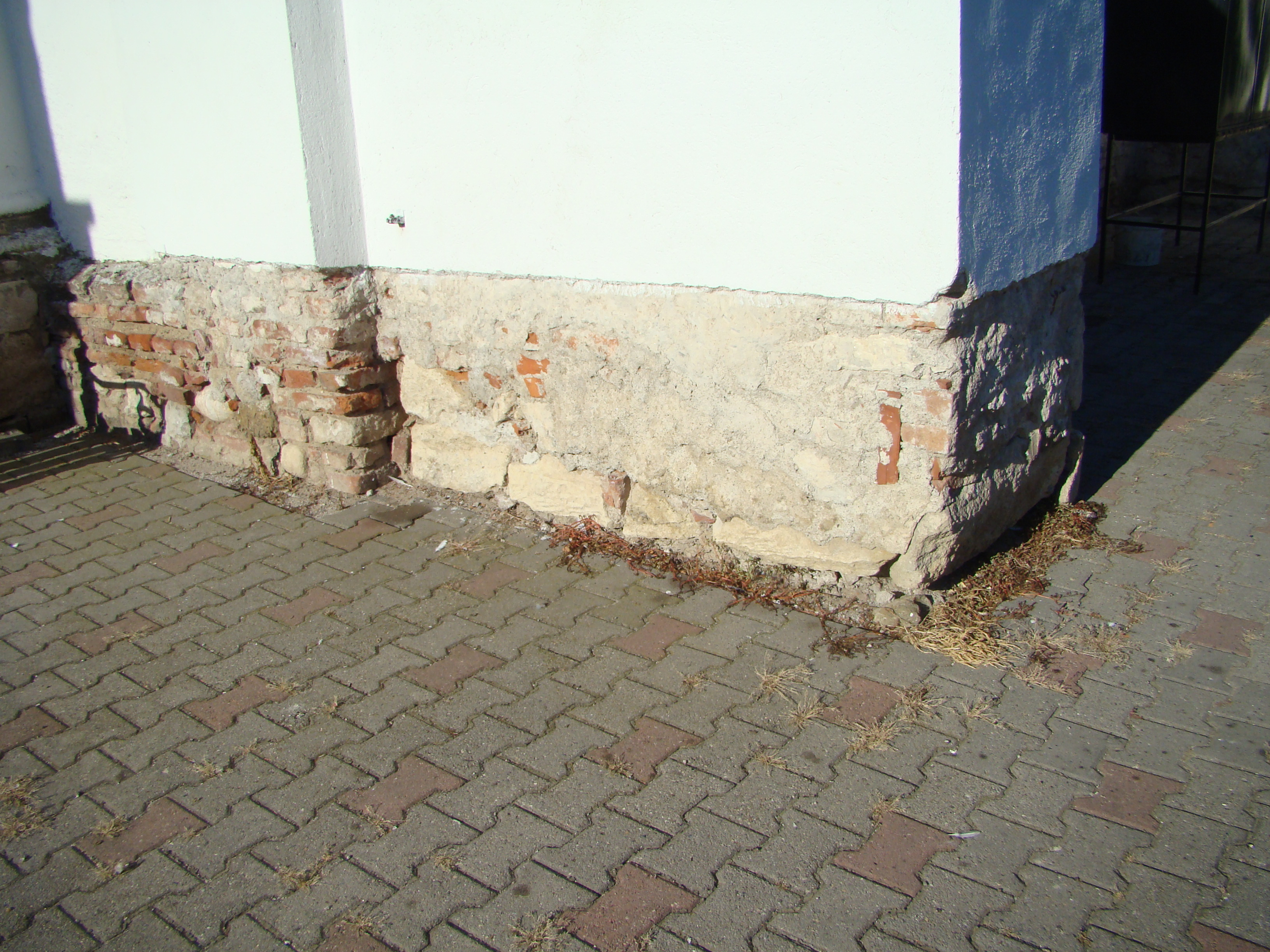
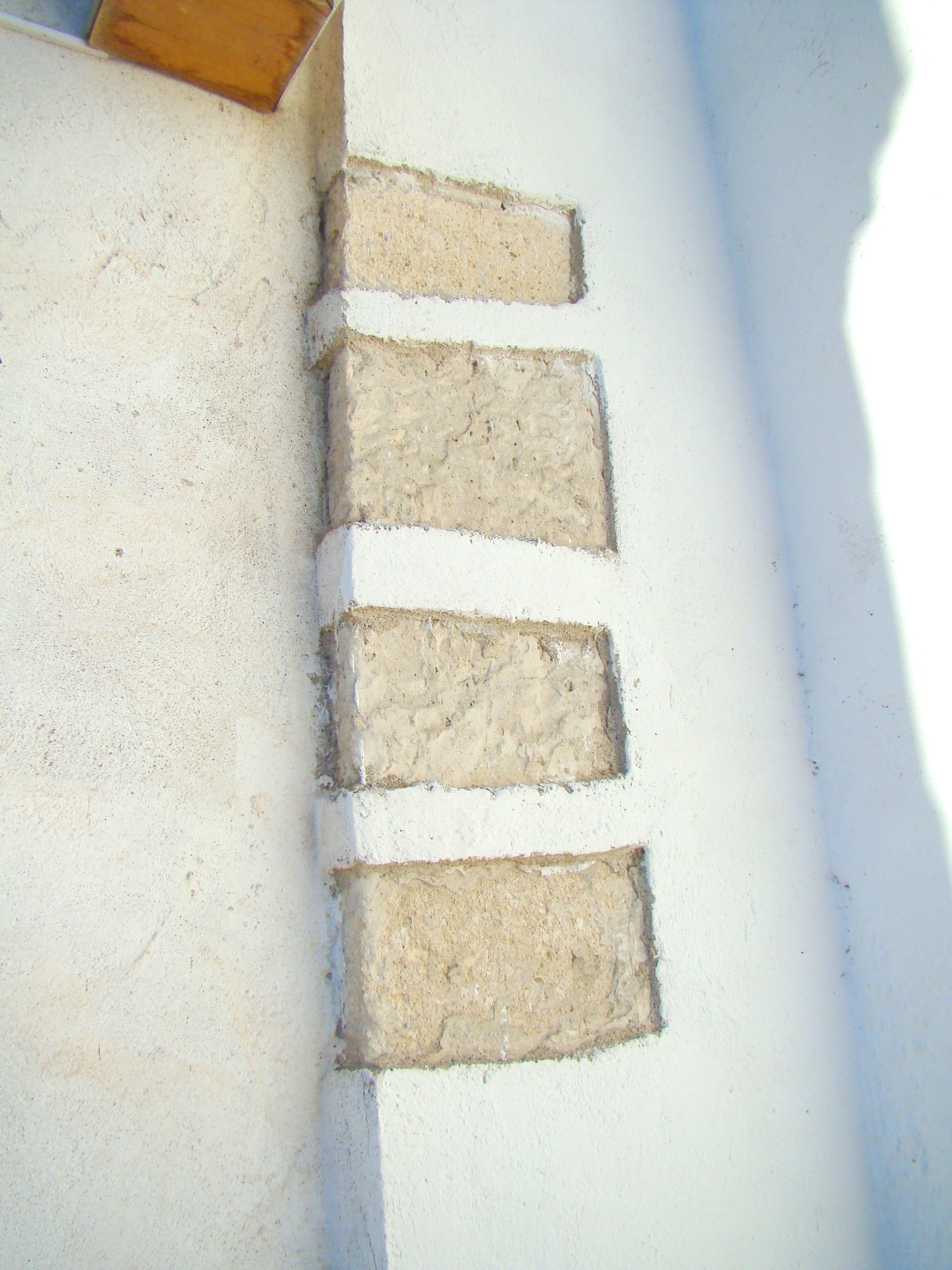
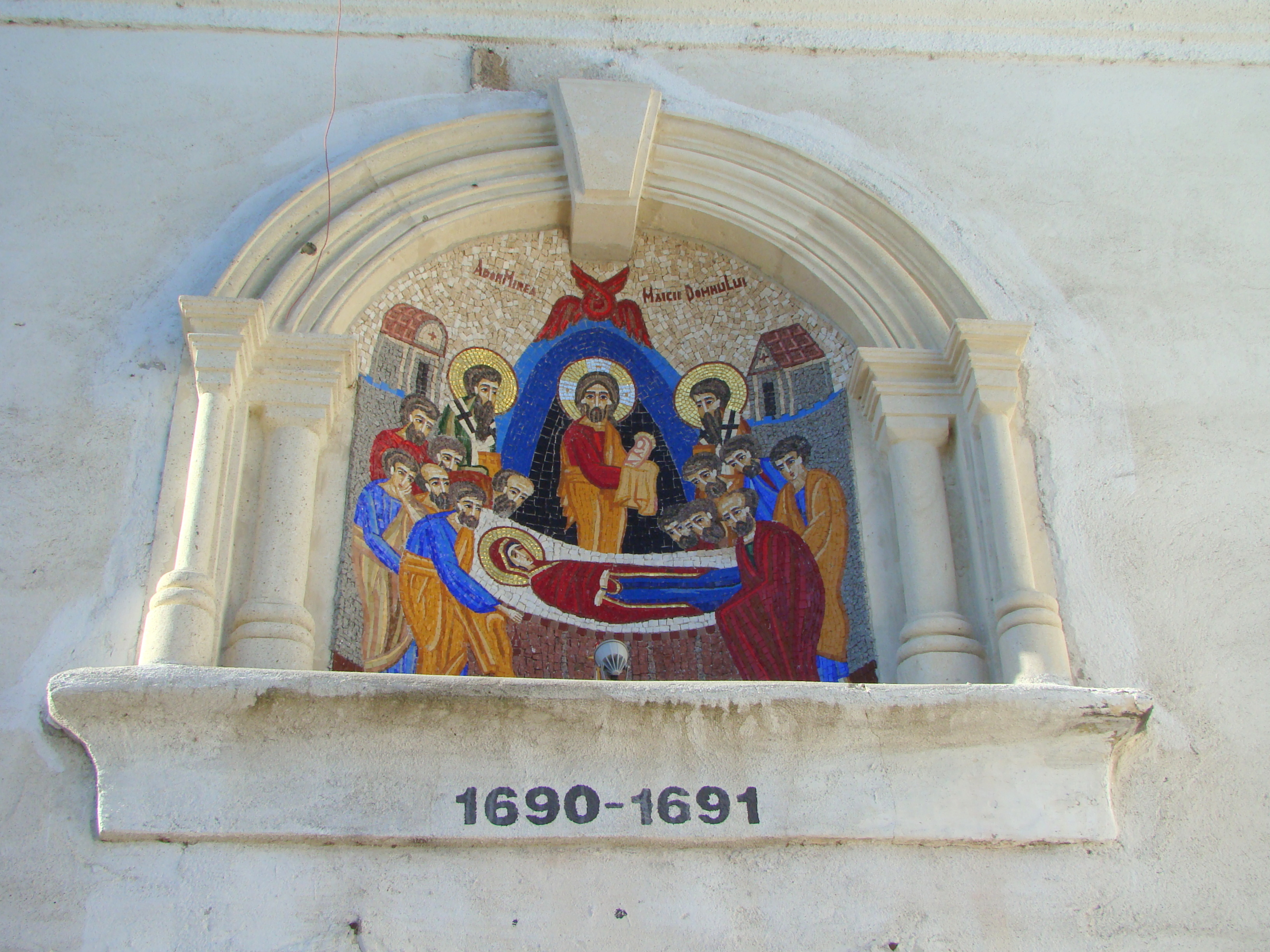
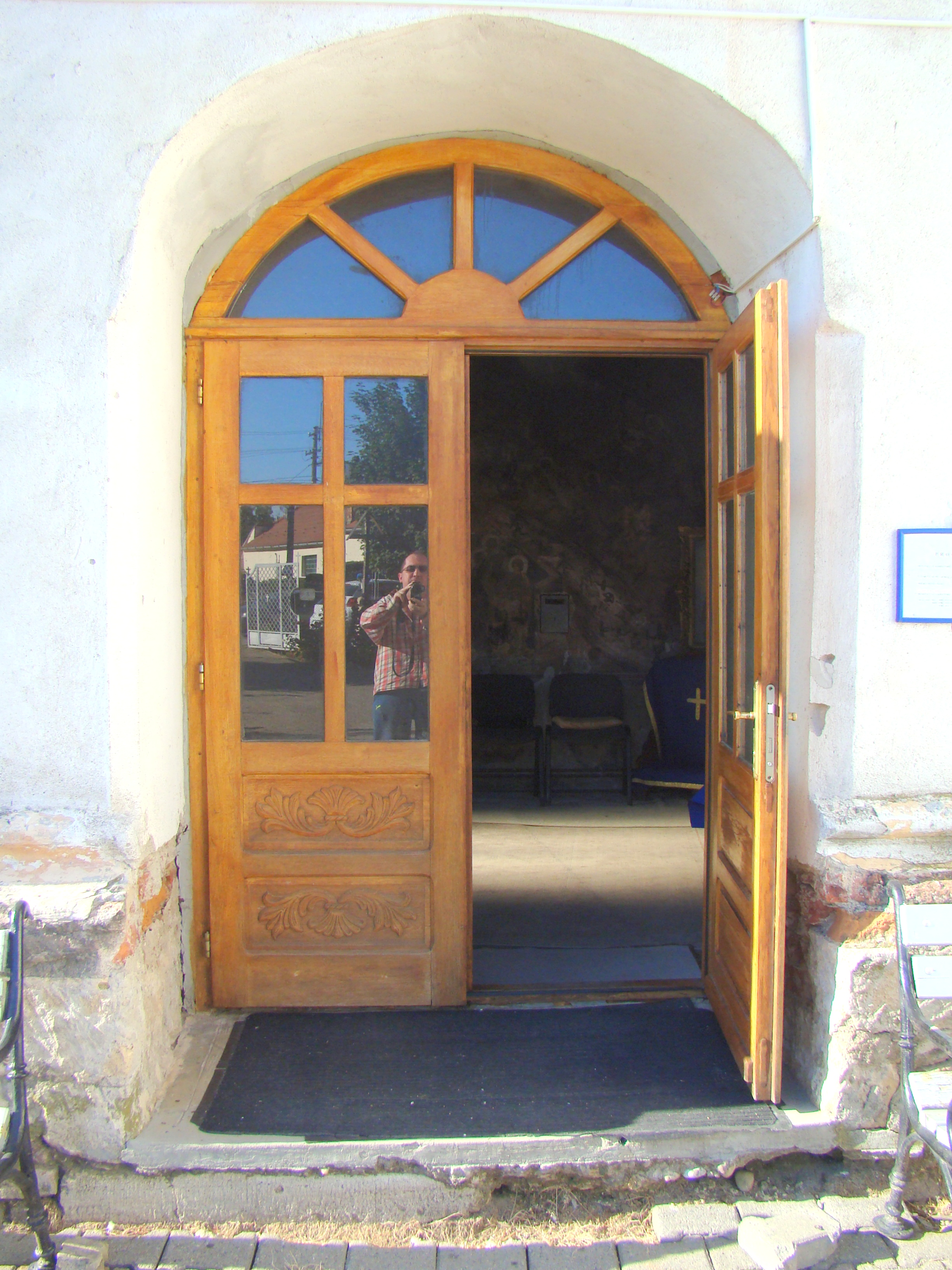
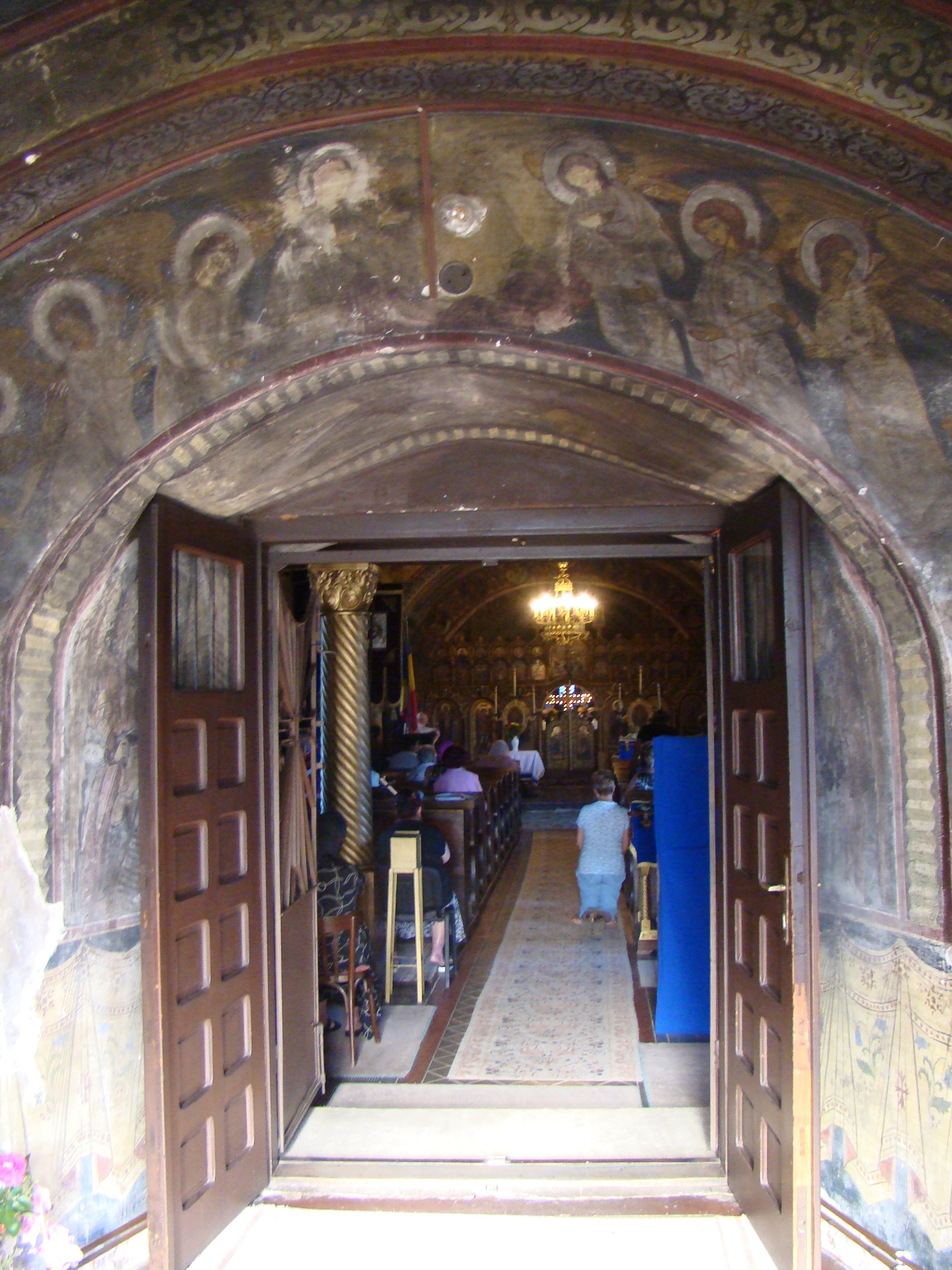
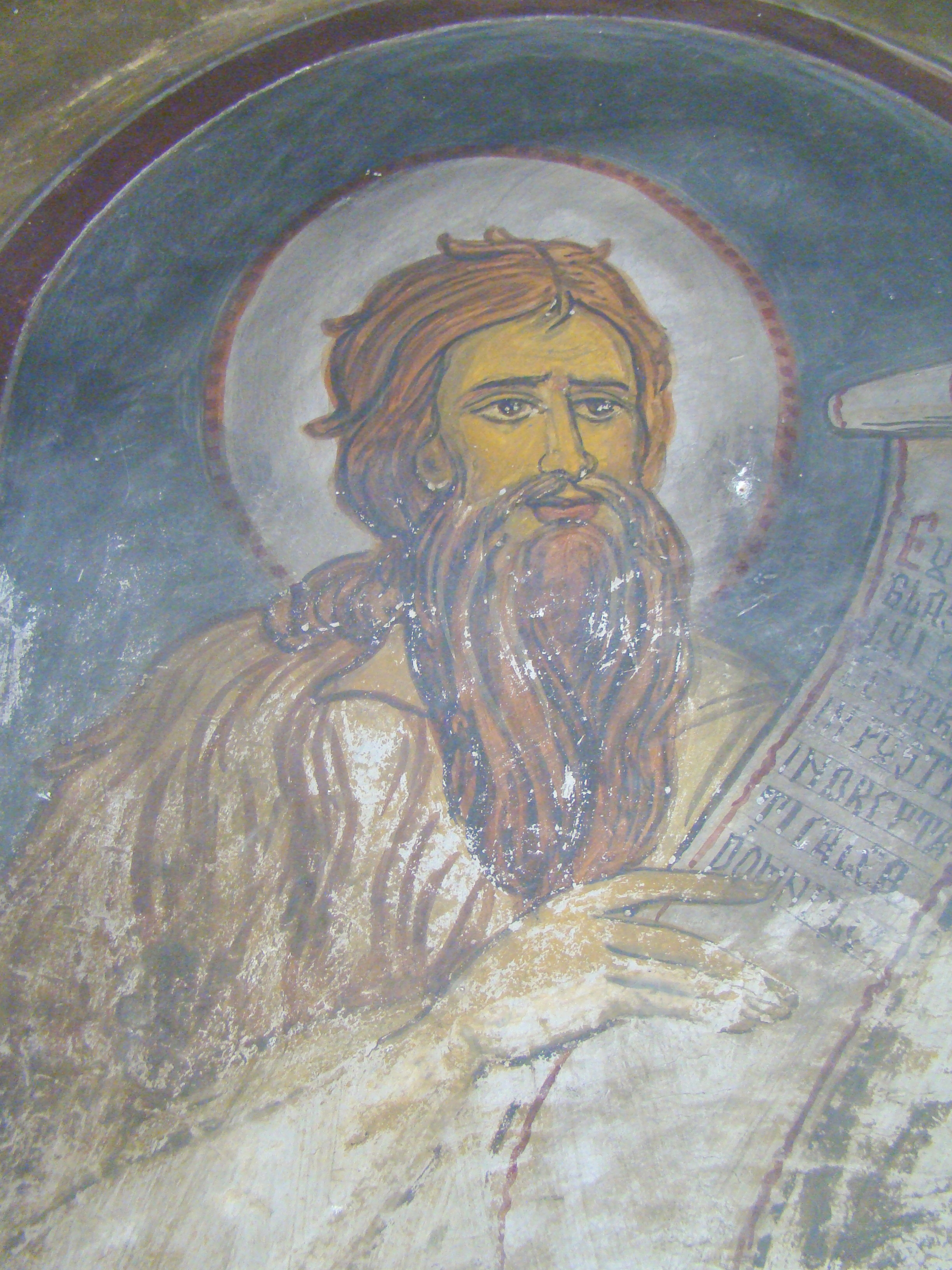
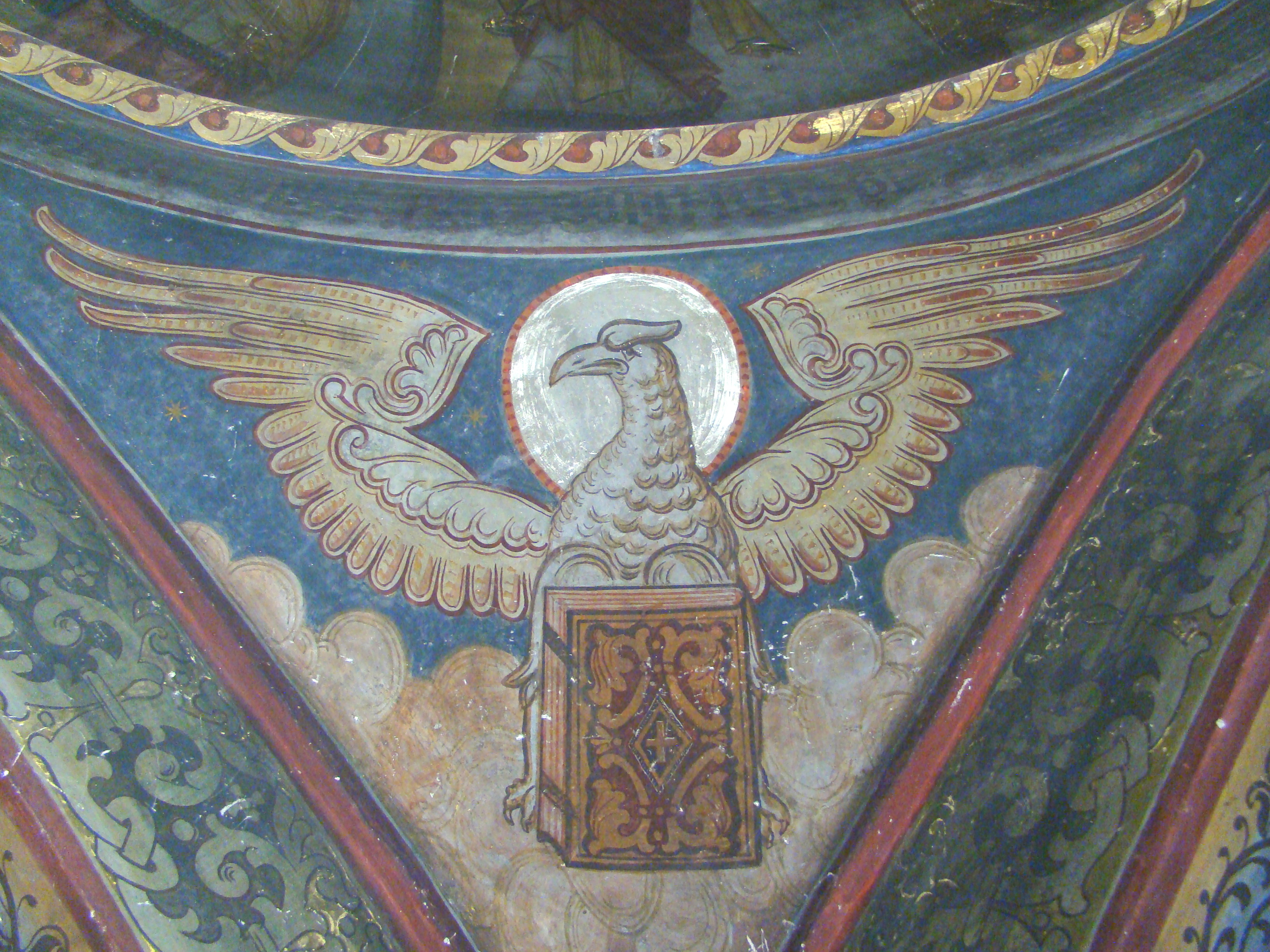
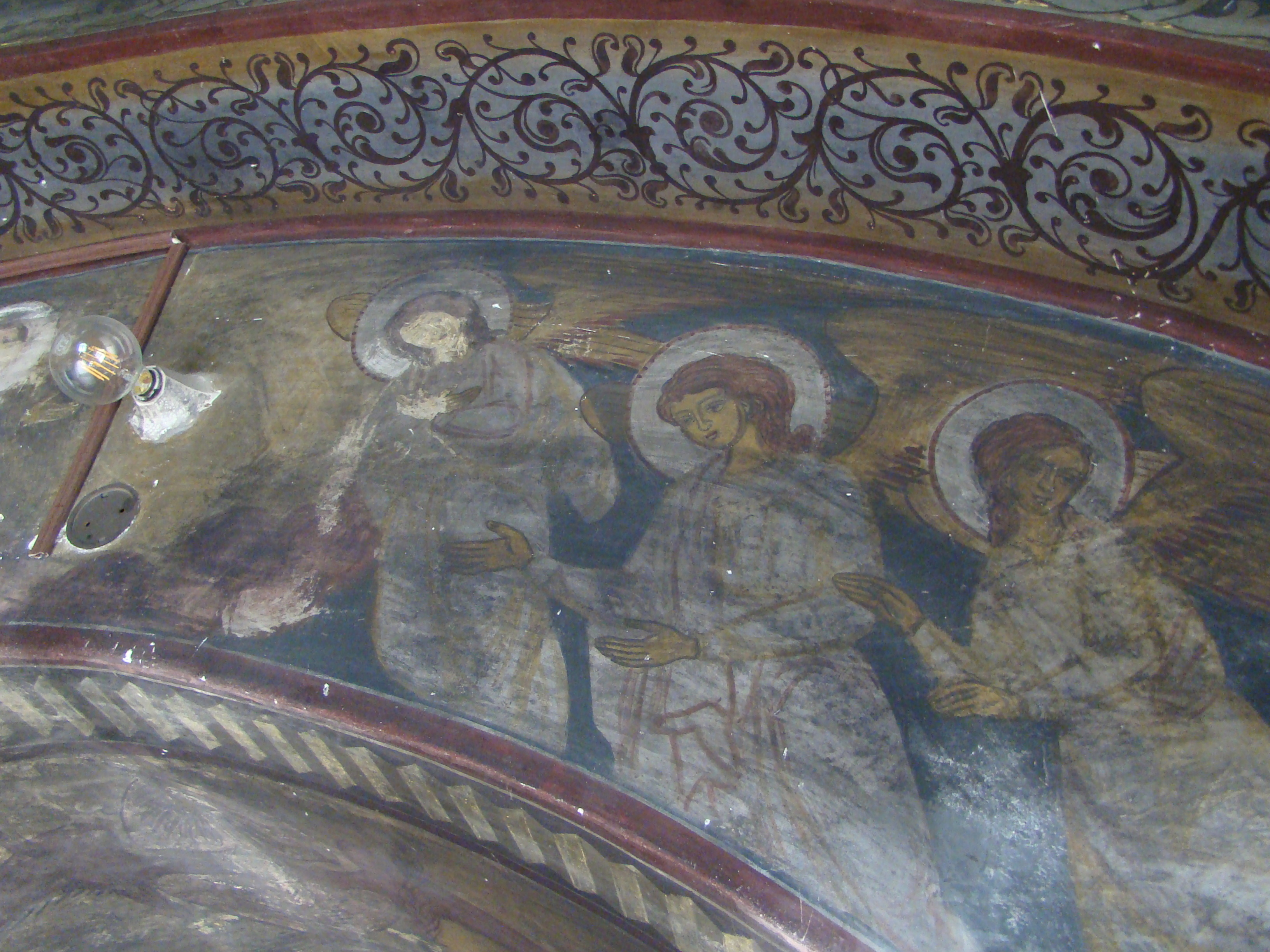
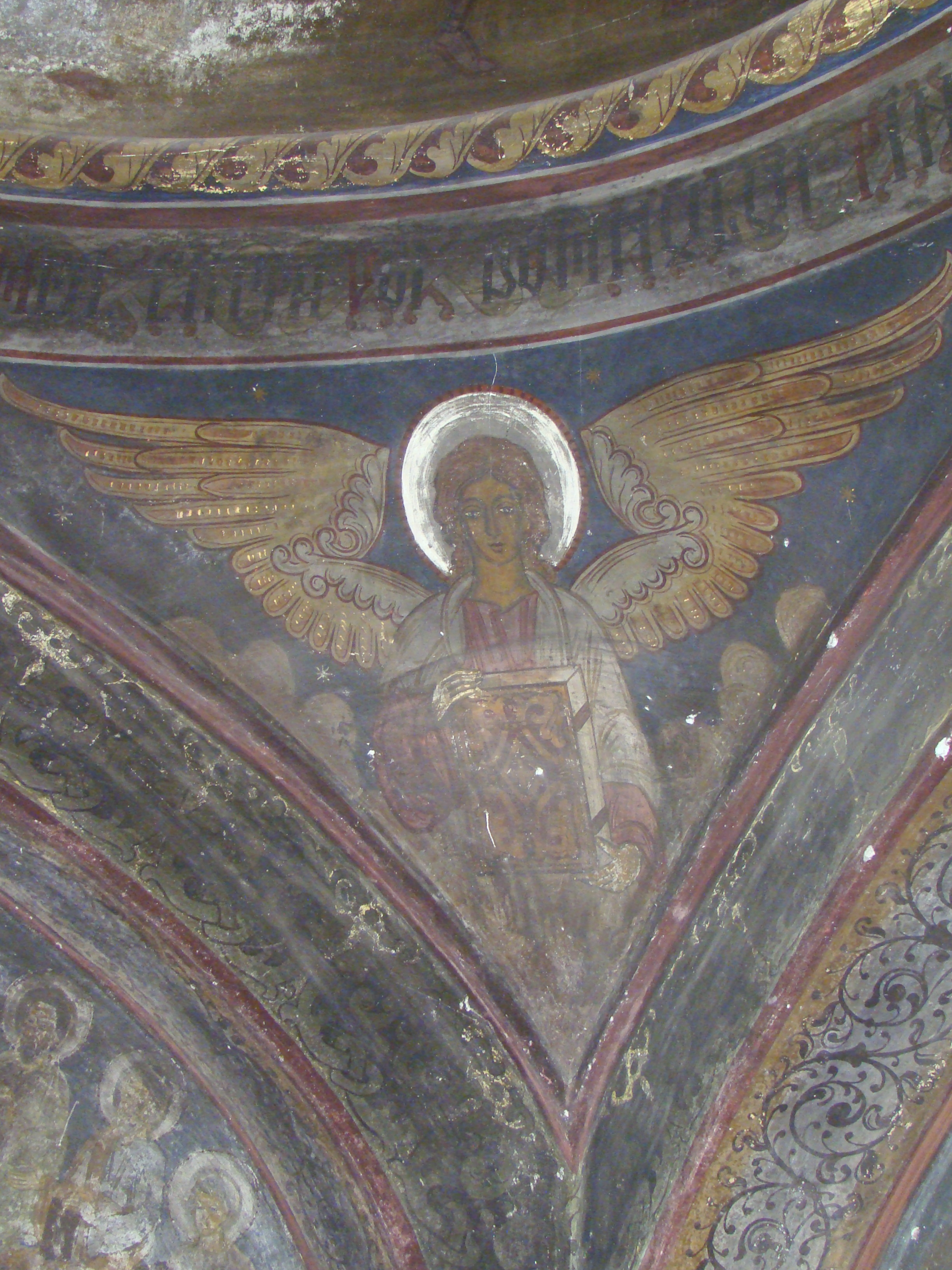
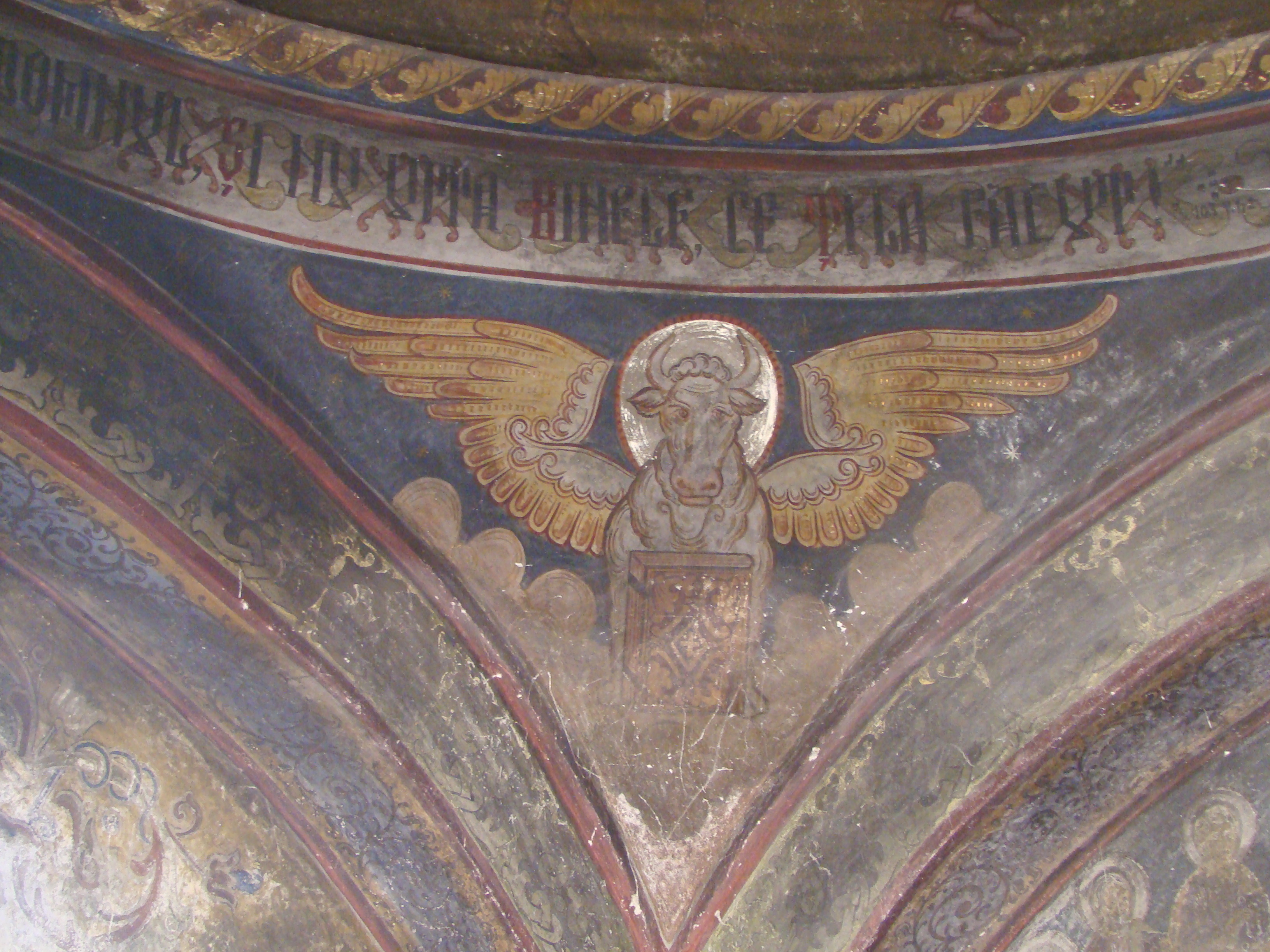
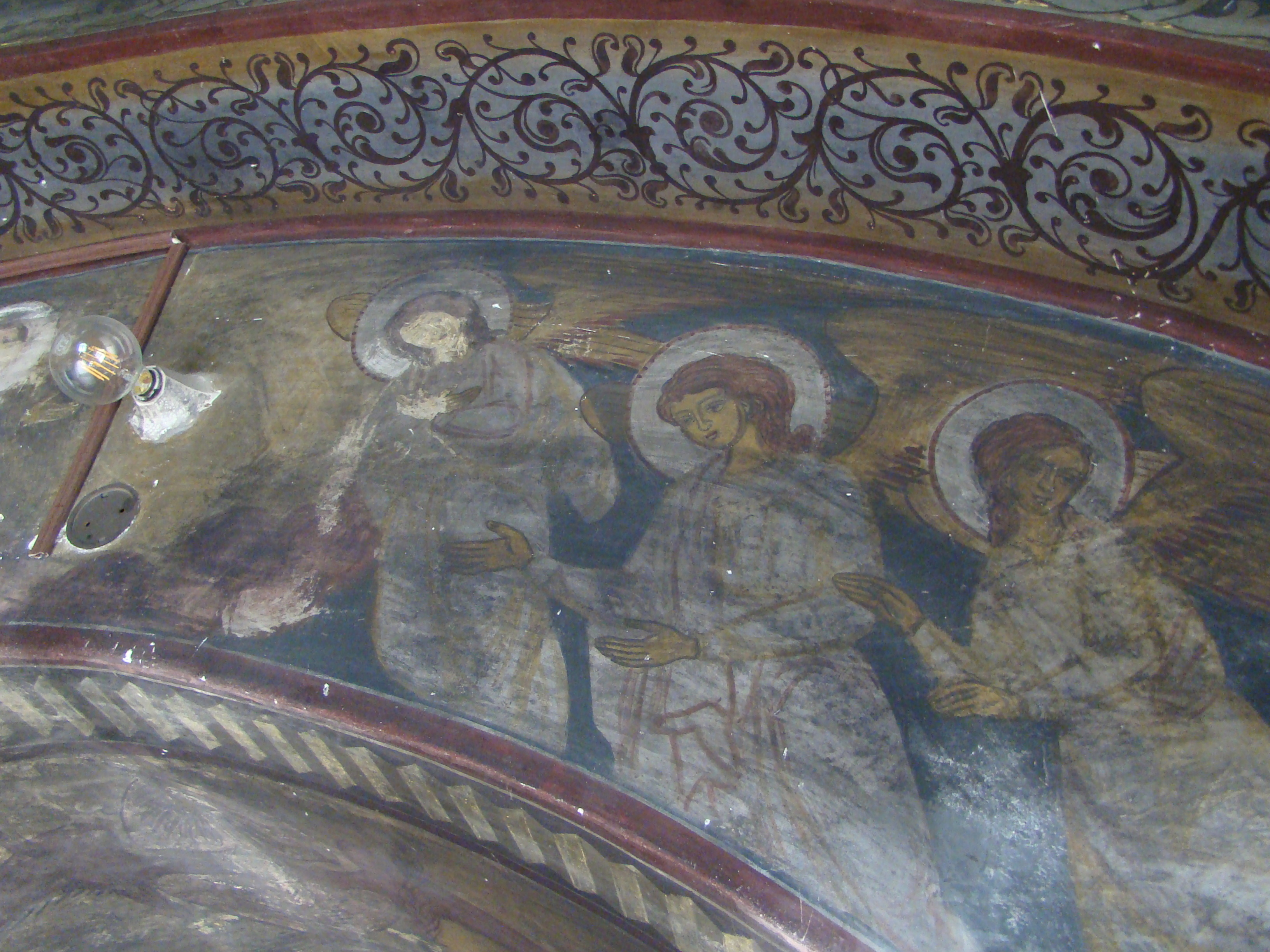
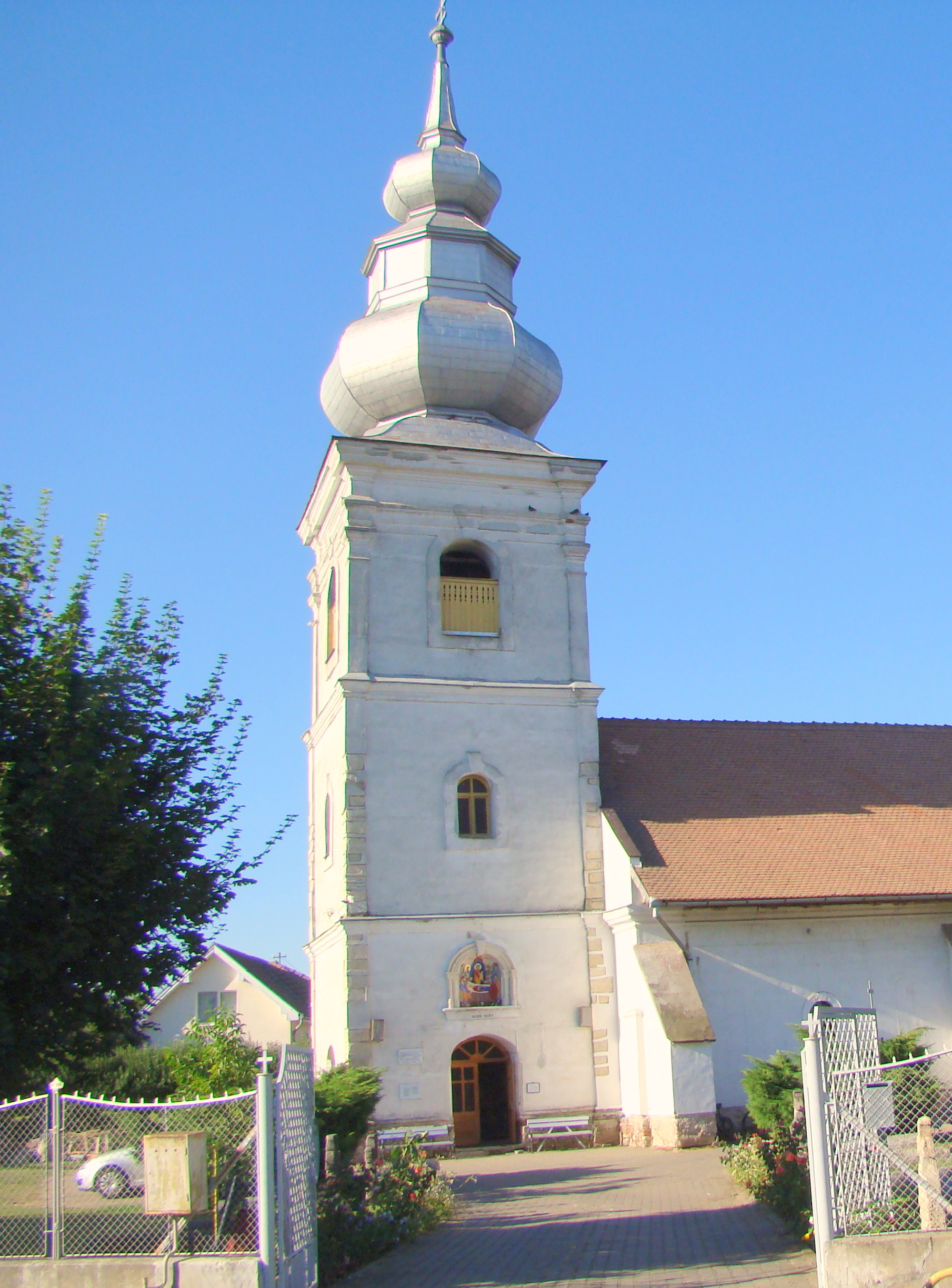
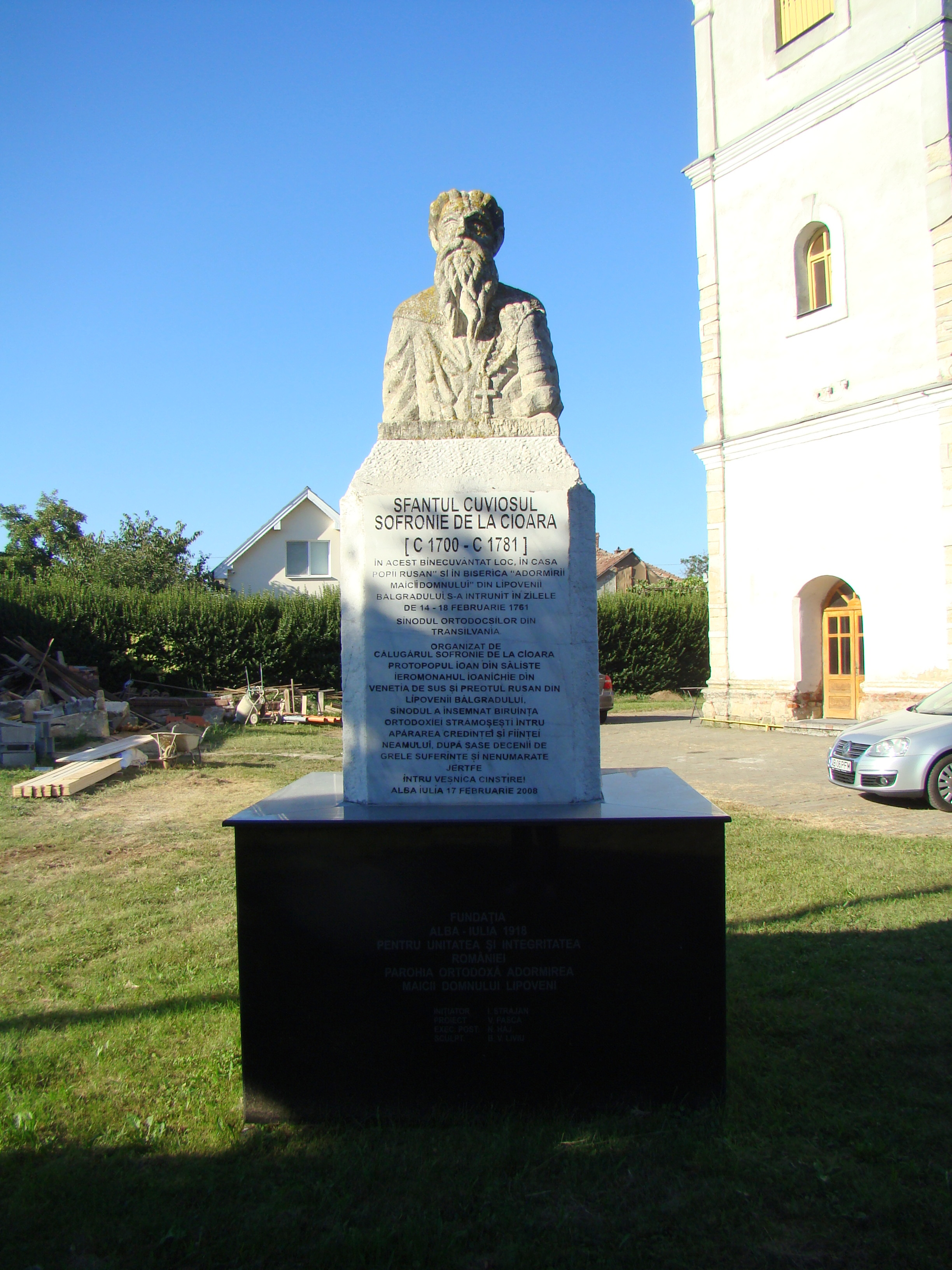
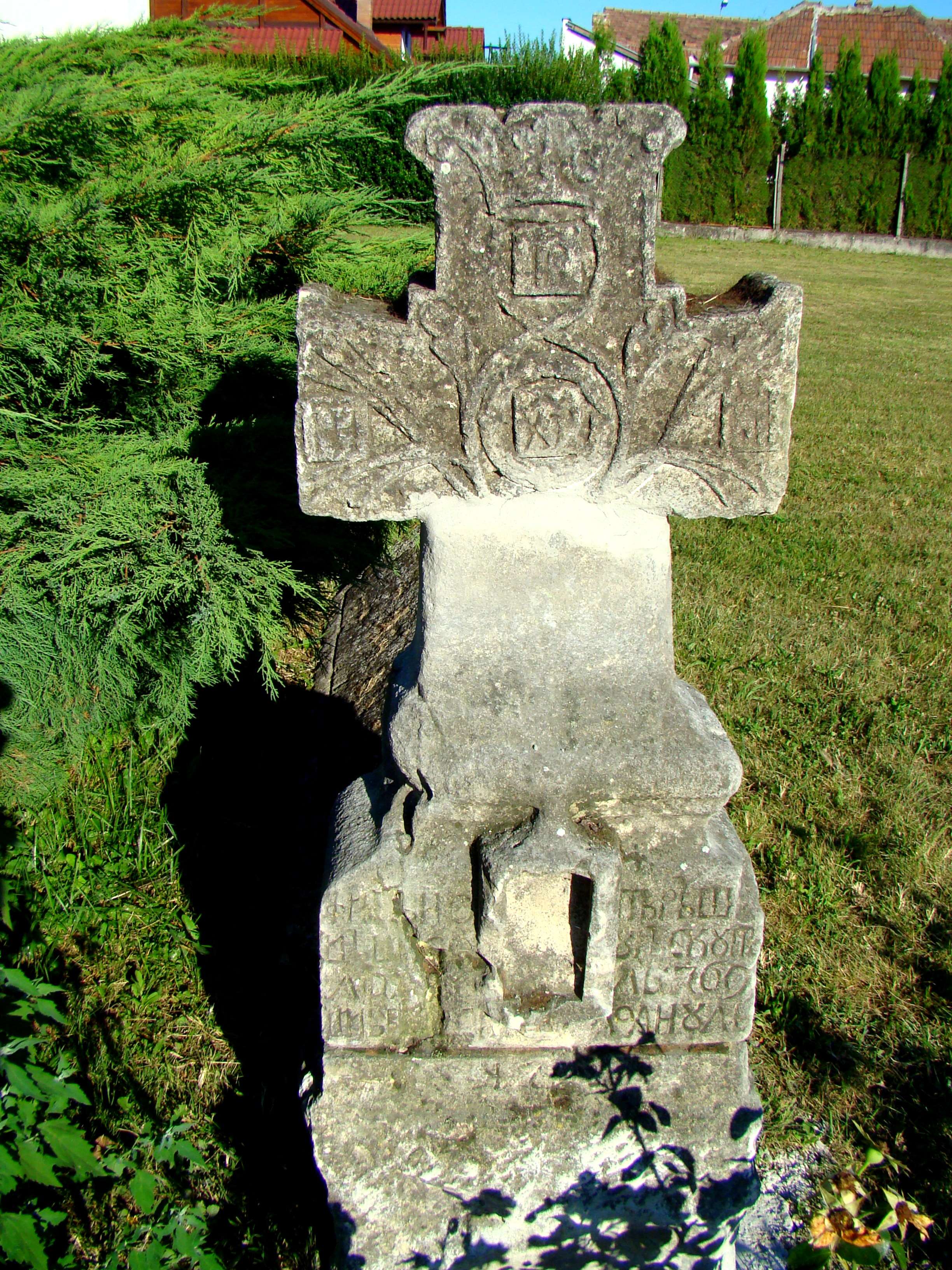
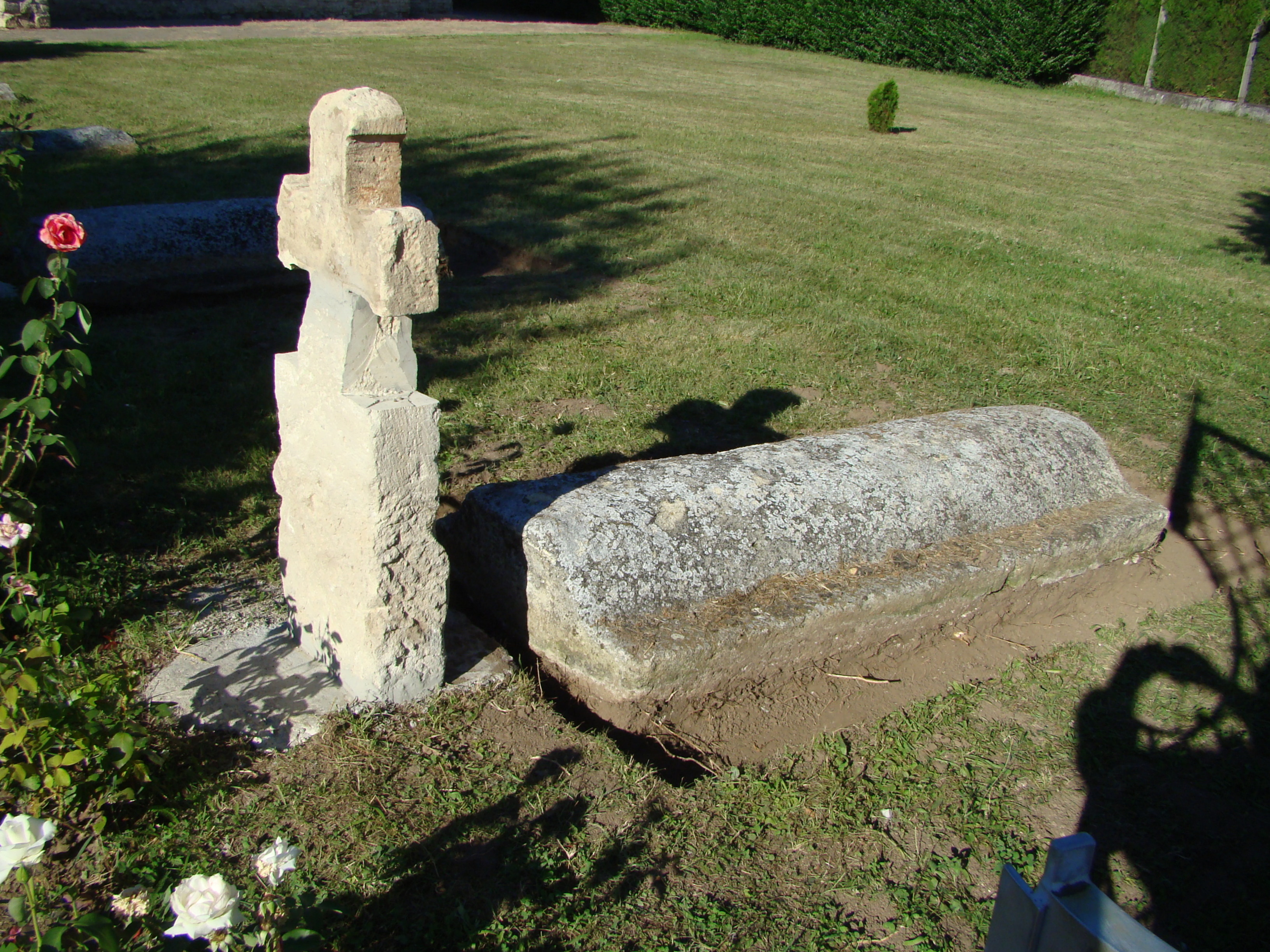
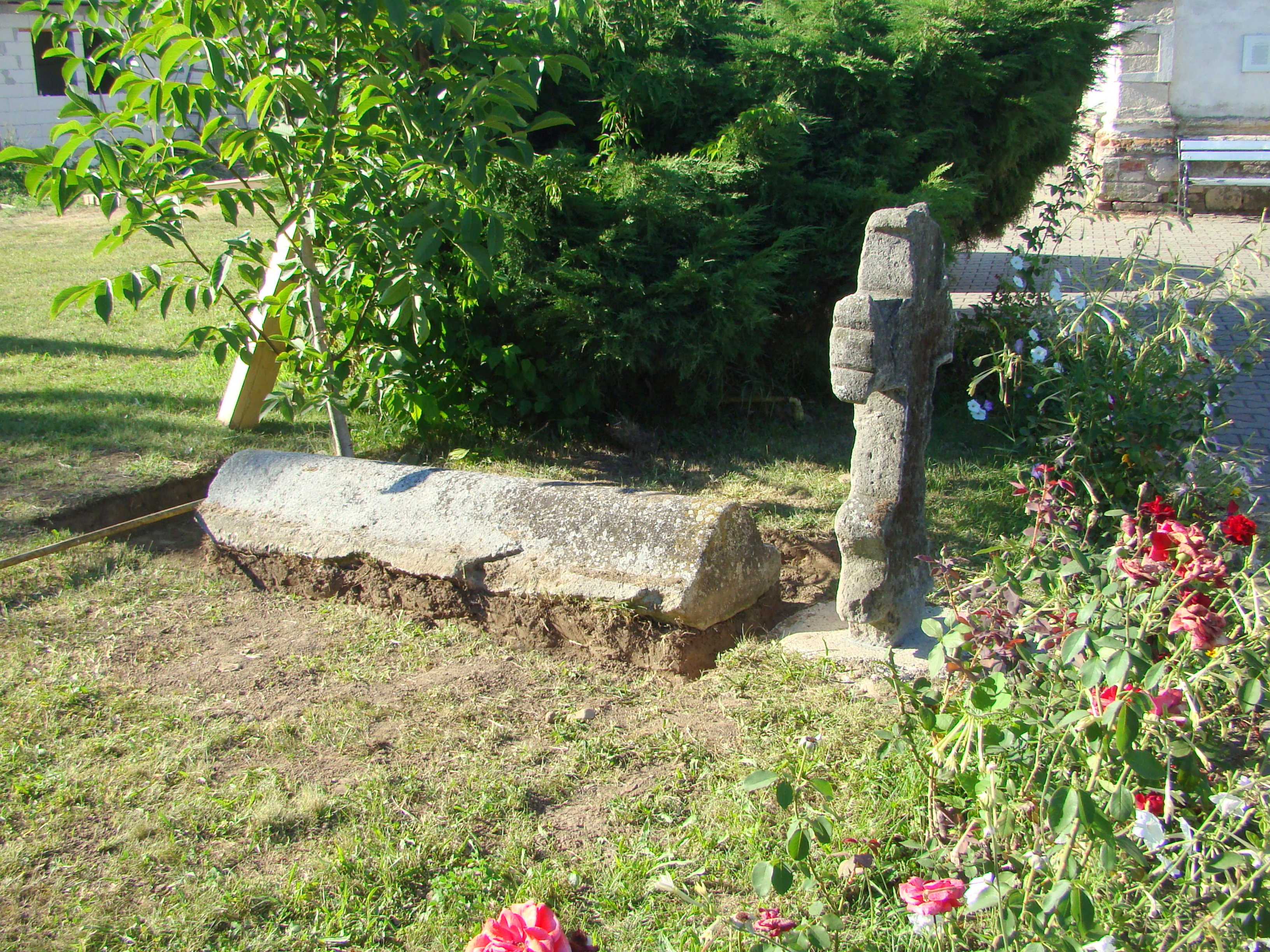
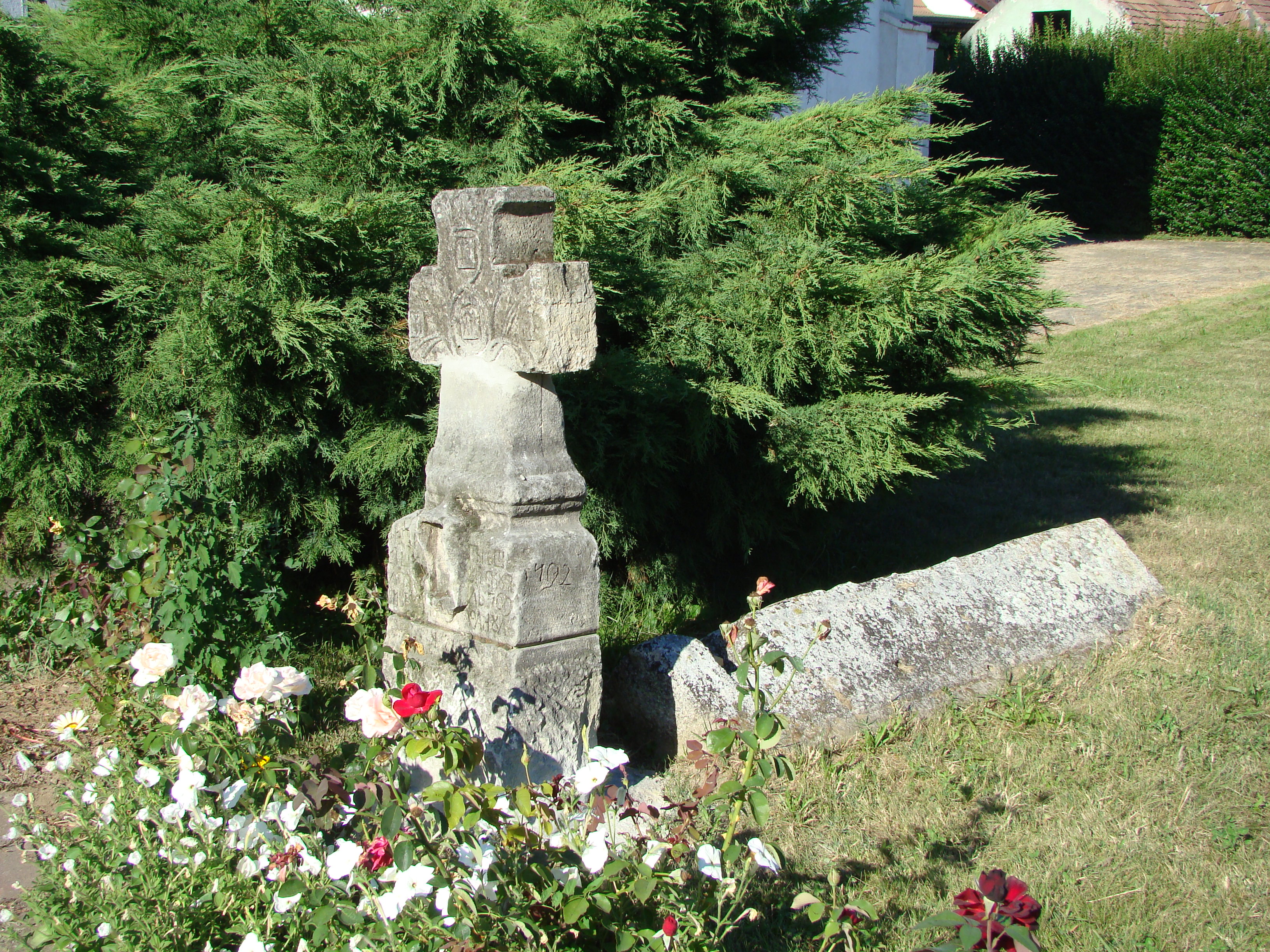
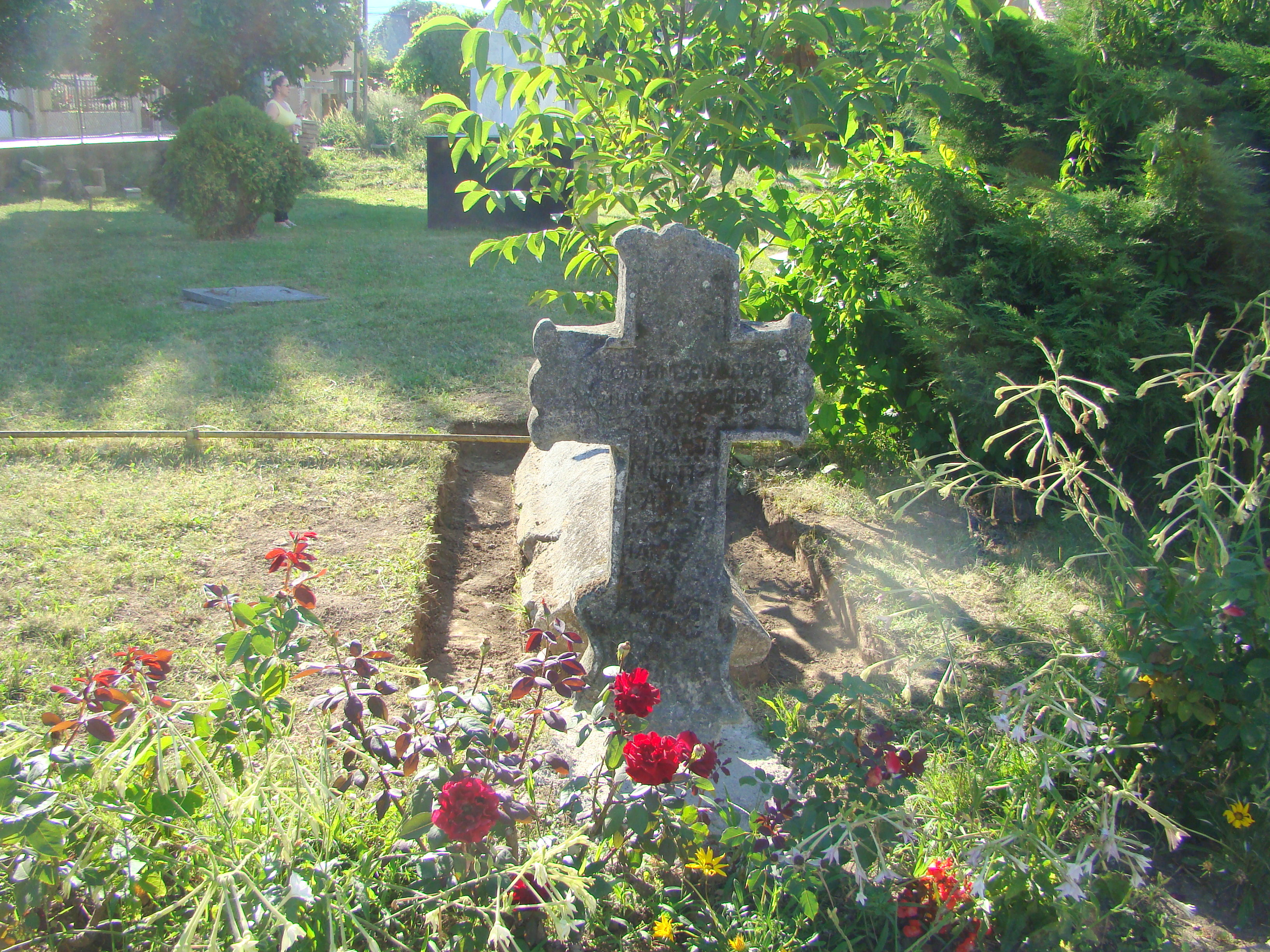
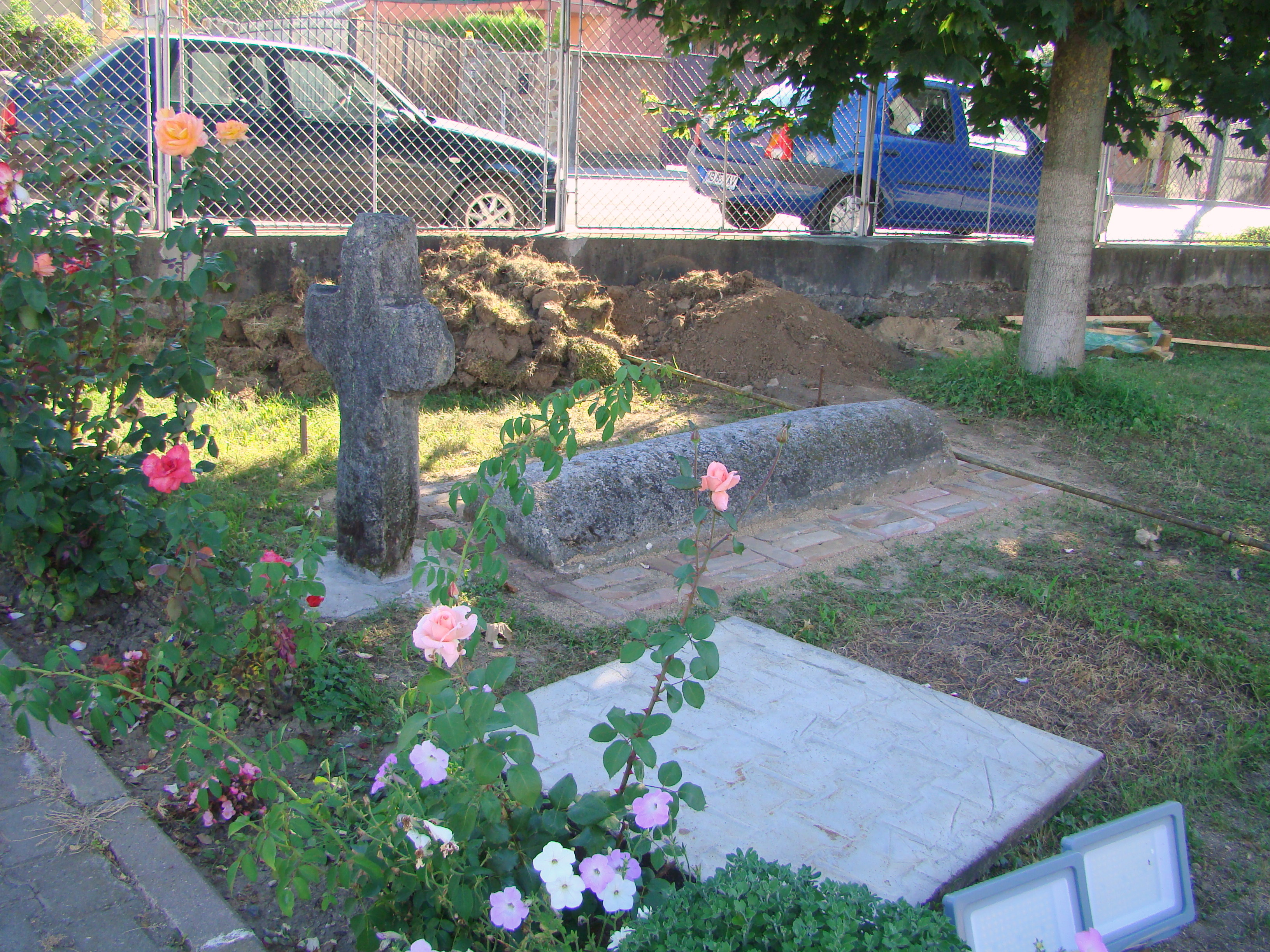
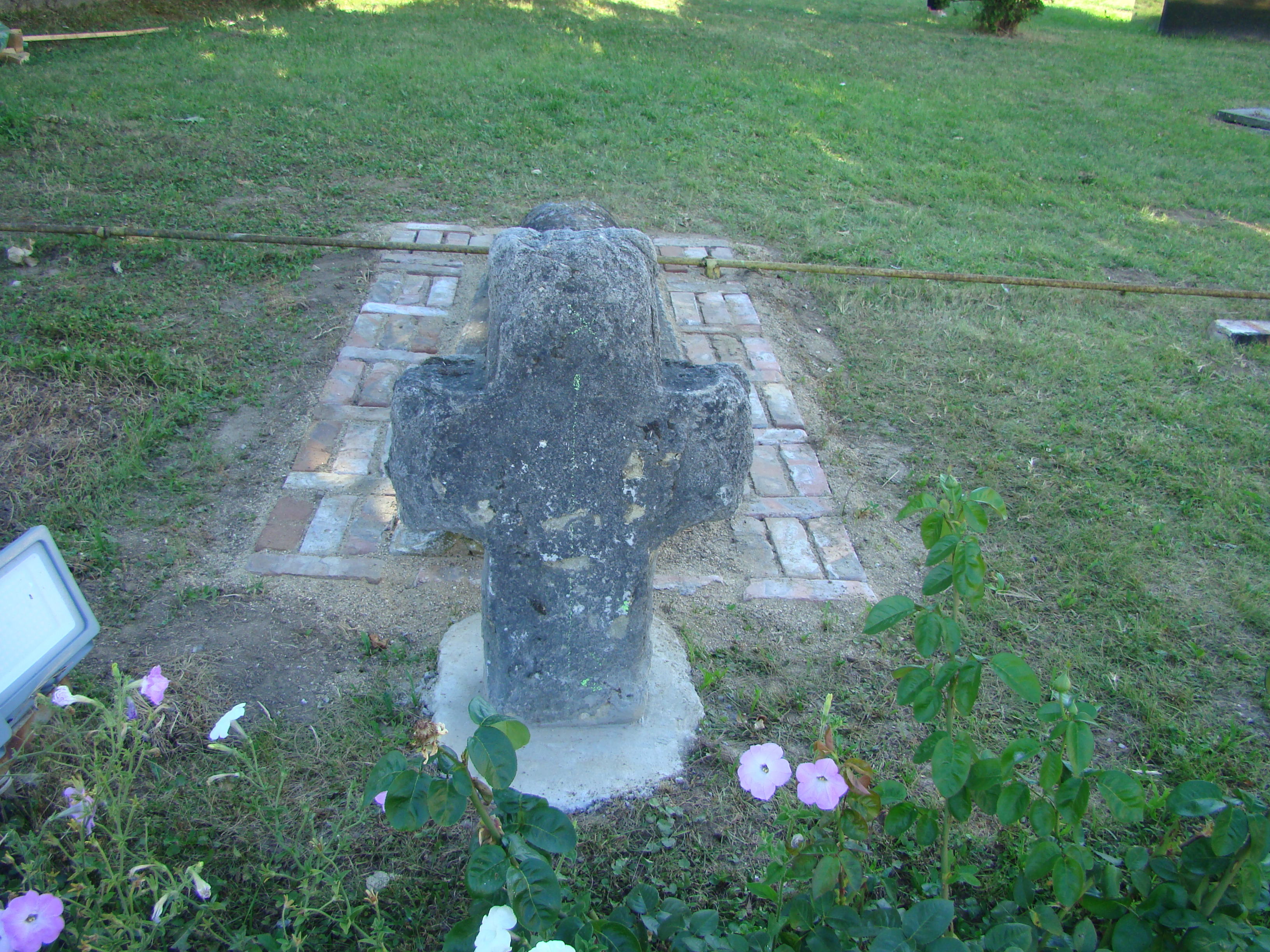
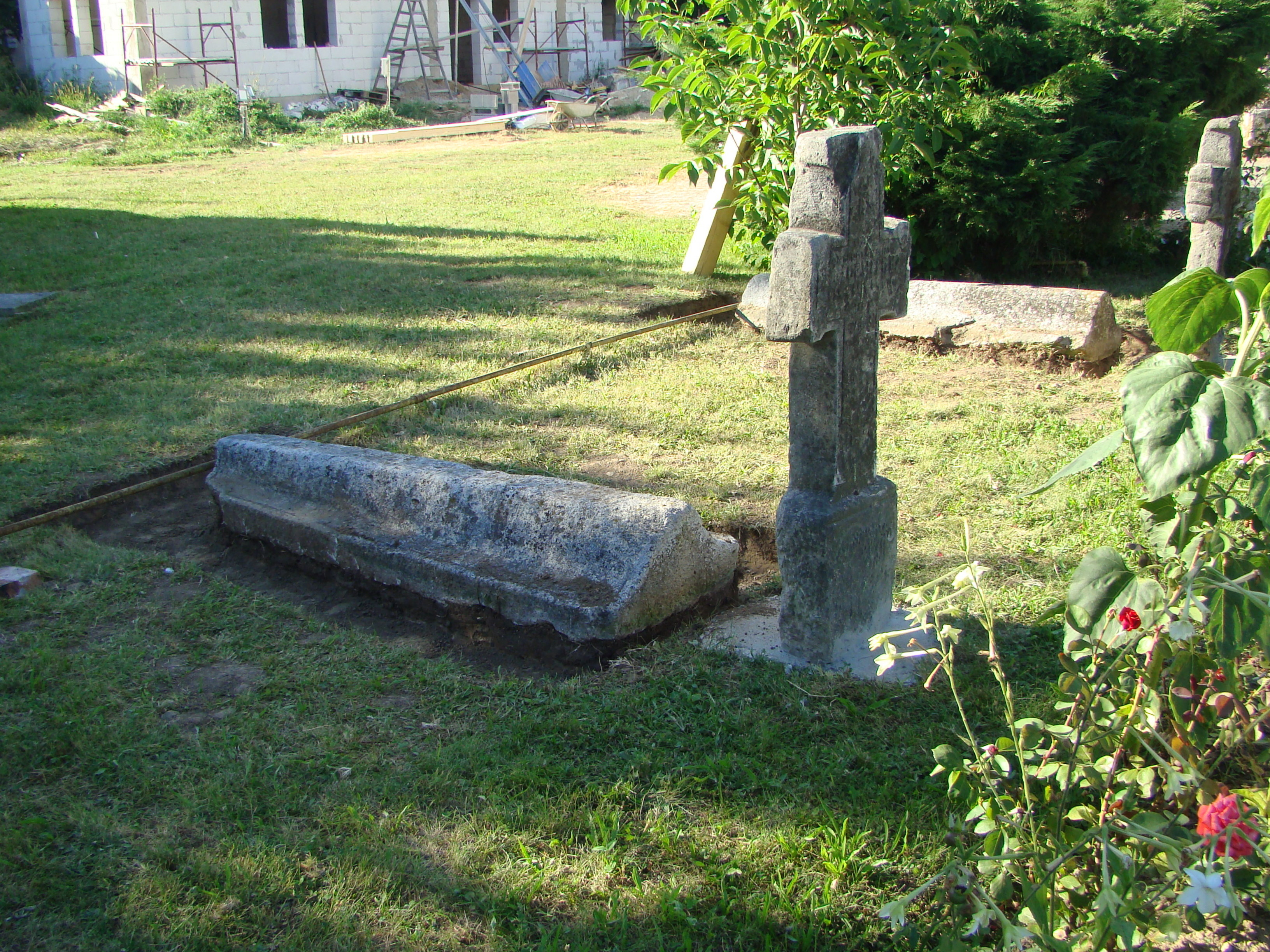